# Widboł
Widboł (bułg. Видбол) – rzeka w północno-wschodniej Bułgarii, prawy dopływ Dunaju. Długość – 60 km, powierzchnia zlewni – 329,8 km², średni przepływ – 1,177 m³/s.
Źródła Widbołu znajdują się na wysokości 950 m n.p.m. pod szczytem Goljam Babin Nos w paśmie górskim Babin Nos na zachodnim krańcu Starej Płaniny. Rzeka płynie na wschód, po wypłynięciu w dolinę Dunaju zmienia kierunek na północny, po czym kilka km przed ujściem znów skręca na wschód i płynie równolegle do ujściowego odcinka Wojniszkiej reki. Uchodzi do Dunaju tuż na południe od miasta Dunawci.